# Otto Harbach
Pour les articles homonymes, voir Harbach.
Œuvres principales
Rose-Marie (1924)
Le Chant du désert
No, No, Nanette (1927)
Roberta (1933)
Otto Harbach est un parolier, librettiste et compositeur américain né le 18 août 1873 à Salt Lake City et mort le 24 janvier 1963  à New York.

## Biographie
Otto Abel Hauerbach naît le 18 août 1873 à Salt Lake City de parents immigrés danois.
En 1902, il rencontre le compositeur Karl Hoschna. Si leur première œuvre commune, un opéra-comique intitulé The Daughter of the Desert, n'intéresse aucun producteur, en revanche plusieurs de leurs chansons sont intégrées aux revues de Broadway. Leur première comédie musicale, Three Twins, musique de Karl Hoschna, livret de Charles Dickson et lyrics d'Harbach, est finalement créée en 1908 au Herald Square Theatre de New York. S'ensuivent quatre autres créations avant la mort prématurée d'Hoschna, en 1911, à l'âge de 35 ans. En 1912, avec l'opéra The Firefly dont il écrit le livret et les parole, il entame une collaboration avec le compositeur Rudolf Friml qui culminera en 1924 avec l'opérette à grand spectacle Rose-Marie.
C'est qu'en 1919 qu'il adopte le pseudonyme d'Otto Harbach pour The Little Whopper, musique de Friml, livret d'Otto Harbach, lyrics de Bide Dudley et Harbach. L'année suivante, Tickle Me, musique d'Herbert P. Stothart, constitue sa première collaboration avec les librettistes Oscar Hammerstein II et Frank Mandel.
Il est l'auteur d'une cinquantaine d'opérettes et comédies musicales en collaboration notamment avec Jerome Kern (Roberta), Vincent Youmans (No, No, Nanette) et Sigmund Romberg (Le Chant du désert), et a composé nombre de musiques de film et chansons. Parmi les plus célèbres figurent Smoke Gets in Your Eyes et Indian Love Call (en).
À partir des années 1940, il abandonne la scène pour se consacrer notamment à l'American Society of Composers, Authors and Publishers dont il directeur de 1920 à sa mort, mais aussi vice-président de 1936 à 1940 et président de 1950 à 1953.
Il meurt le 24 janvier 1963 à New York à l'âge de 89 ans.
En 1970, il fait son entrée au Songwriters Hall of Fame.

## Œuvres

### Comédies musicales
- 1908 : Three Twins, musique de Karl Hoschna, livret de Charles Dickson et lyrics d'Otto Harbach
- 1910 : Bright Eyes, musique de Karl Hoschna, livret de Charles Dickson, lyrics d'Otto Harbach, New York Theatre
- 1910 : Madame Sherry, musique de Karl Hoschna, livret et lyrics d'Otto Harbach d'après l'opérette homonyme de Maurice Ordonneau et Hugo Felix, New Amsterdam Theatre
- 1911 : Dr. De Luxe, musique de Karl Hoschna, livret et lyrics d'Otto Harbach, Knickerbocker Theatre
- 1911 : The Girl of My Dreams, musique de Karl Hoschna, livret de Wilbur Nesbit et Otto Harbach, lyrics d'Otto Hauerbach, Criterion Theatre
- 1912 : The Firefly, musique de Rudolf Friml, livret et lyrics d'Otto Harbach, Lyric Theatre
- 1919 : The Little Whopper, musique de Rudolf Friml, livret d'Otto Harbach, lyrics de Bide Dudley et Harbach
- 1920 : Tickle Me, musique d'Herbert P. Stothart, livret et lyrics d'Otto Harbach, Oscar Hammerstein II et Frank Mandel
- 1924 : Rose-Marie, musique de Rudolf Friml et Herbert P. Stothart, lyrics et livret d'Oscar Hammerstein II et Otto Harbach
- 1925 : No, No, Nanette, musique de Vincent Youmans, lyrics d'Irving Caesar et Otto Harbach, livret d'Otto Harbach et Frank Mandel
- 1926 : Le Chant du désert, musique de Sigmund Romberg, lyrics et livret d'Otto Harbach, Oscar Hammerstein II et Frank Mandel
- 1927 : Lucky, musique de Jerome Kern, lyrics et livret d'Otto Harbach
- 1933 : Roberta, musique de Jerome Kern, lyrics et livret d'Otto Harbach
- 1936 : Forbidden Melody , musique de Sigmund Romberg, lyrics et livret d'Otto Harbach, créé au New Amsterdam Theatre

### Musiques de film
- 1928 : Rose-Marie
- 1929 : Le Chant du désert (The Desert Song)
- 1935 : Roberta
- 1943 : Le Chant du désert (The Desert Song)
- 1952 : Les Rois de la couture
- 1954 : Au fond de mon cœur